# Moss Bluff
Moss Bluff is een plaats (census-designated place) in de Amerikaanse staat Louisiana en valt bestuurlijk gezien onder Calcasieu Parish.

## Demografie
Bij de volkstelling in 2000 werd het aantal inwoners vastgesteld op 10.535.

## Geografie
Volgens het United States Census Bureau beslaat de plaats een oppervlakte van
41,0 km², waarvan 39,4 km² land en 1,6 km² water. Moss Bluff ligt op ongeveer 7 m boven zeeniveau.

## Plaatsen in de nabije omgeving
De onderstaande figuur toont nabijgelegen plaatsen in een straal van 20 km rond Moss Bluff.

## Geboren
Countryzanger en rijinstructeur Clifford Joseph 'Johnny Rebel' Trahan